# バラトン・パーク・サーキット
バラトン・パーク・サーキット（英語: Balaton Park Circuit）は、ハンガリーヴェスプレーム県のバラトンフカヤルにあるサーキット。

## 概要
2023年5月完成。中央ヨーロッパ最大の湖で人気の観光地でもあるバラトン湖のほとりに位置するサーキットで、元レーシングドライバーのチャノック・ニッサニーが所有している。
サーキットは、FIAグレード1基準に従って計画・建設され、現在はグレード2を取得している。設備は48のピットガレージ、VIPエリアとラウンジ、メディアセンター、メディカルセンター、2つの追加サポートパドックエリアがある。収容人数は120,000人まで拡張可能。
2024年9月19日、2025年にMotoGPハンガリーグランプリとスーパーバイク世界選手権が開催されることが発表された。

## コースレイアウト
サーキットの長さは4.115km、コース幅は12〜15m。16のコーナーがあり、右コーナー6、左コーナー10のレイアウト。
オートバイレースでは、シケインなどが追加される新レイアウトのコースが使用される。